# Голицын, Сергей Григорьевич
Князь Серге́й Григо́рьевич Голи́цын, по прозвищу «Фирс» (1803—1868) — русский аристократ, писатель, поэт, меломан. Участник Русско-турецкой войны 1828—1829 годов.

## Семья
Князь Сергей Григорьевич Голицын, сын сенатора князя Григория Сергеевича Голицына и Екатерины Ивановны, урождённой графини Соллогуб, родился 22 июля (3 августа) 1803 года в Риге. 

## Брак и дети
В 1837 году женился на фрейлине графине польке Марии Езерской (1819—1881), с которой у него было 3 дочери и 3 сына: 
- Григорий (1838—1907), сенатор, главноначальствующий на Кавказе;
- Юлия (1840—1914, фрейлина),
- Мария (1841—1896, замужем за камергером австрийского двора графом Фридрихом Руммерскирхом),
- Екатерина (1844—1864),
- Лев (1845—1915) (известный знаток виноделия)
- Фёдор (1850—1920, сенатор).

## Военная и гражданская служба
На службу поступил 22 сентября 1819 года юнкером в лейб-гвардии 1 артиллерийскую бригаду, 7 декабря 1821 года произведен в прапорщики, а 17 декабря 1824 года — в подпоручики. Выйдя в отставку 16 февраля 1825 года, он 9 апреля того же года поступил на гражданскую службу — в Коллегию иностранных дел с чином коллежского секретаря и 22 августа 1826 года был пожалован в камер-юнкеры.
Возвратившись на военную службу 5 апреля 1829 года поручиком конно-батарейной — 19-й (с декабря 1829 г. — 23-й) роты, князь отправился на театр военных действий и принял участие в осаде Шумлы; прикомандированный (4 июля) к конно-артиллерийской 3-й роте, он совершил поход через Балканы до Адрианополя. За эту кампанию князь получил орден св. Анны 3 степени с бантом (19 декабря 1829 года). В 1831 году во время подавления польского восстания, он участвовал во многих боях, в преследовании корпусов Ружицкого и Каменского до Краковской области и в занятии Кракова и был награждён орденом св. Владимира 4 ст. с бантом, золотой саблей и чином штабс-капитана (14 августа 1831 года). Переведённый 30 октября 1831 года в конно-артиллерийскую — 5 роту, князь был назначен 9 апреля 1832 года адъютантом к командиру 3-го пехотного корпуса генерал-адъютанту Ридигеру, 8 сентября 1835 года произведен в капитаны, 6 декабря того же года переведен штабс-капитаном в лейб-гвардии конную артиллерию, с оставлением в должности, и 31 марта 1837 года уволен в отставку по домашним обстоятельствам капитаном.

## Меломан и стихотворец
Князь Сергей Григорьевич Голицын играл видную роль в высшем обществе 1820—1850-х гг. «Это был, — говорил В. Д. Давыдов (сын поэта Дениса Давыдова), — один из остроумнейших и приятнейших собеседников своего времени; русский образованный барин в полном смысле слова и один из таких рассказчиков, каких весьма редко можно встретить». По словам М. Н. Лонгинова князь был «известен в обществе любезностью, остроумием и талантами, очень приятный музыкант и стихотворец, написавший несколько преостроумнейших эпиграмм и других очень милых пьес». Граф М. Д. Бутурлин сообщает о князе Сергее Григорьевиче что «у него был великолепный бас и, кроме того, он был приятный в обществе человек и забавный рассказчик», а по свидетельству графа В. А. Соллогуба он был «умный и веселый собеседник, но шутник и шалун легендарный». О прекрасном голосе князя говорил и М. И. Глинка. Князь Голицын обращал на себя внимание также атлетическим сложением и ростом. Его эпиграммы, экспромты, стихи, рассказы на русском, французском и польском языках были распространены среди высшего света. Он первый ввел в петербургском обществе так называемые шарады в действии (charades en action). Как певец, обладавший прекрасным басом, Голицын часто принимал участие в великосветских любительских спектаклях и концертах.

## Фирс
В обществе он был известен под прозванием Фирса. Князь Н. С. Голицын говорит в своих записках, что князь Сергей Григорьевич «очень милый и любезный собеседник и приятный певец романсов и оперных арий», за эти качества был назван Фирсом (Thyrsis) детьми графа Чернышёва, в доме которого был почти домашним человеком. Владимир Александрович Соллогуб также приводит описание этого случая, правда, несколько иное, в своих мемуарах и даёт все необходимые пояснения на этот счёт. Так как 14 декабря празднуется память св. Фирса, то по словам князя Н. С. Голицына, по вступлении на престол Николая I «возникло подозрение, не имеет ли прозвище Фирс какого-нибудь отношения к событию 14 декабря 1825 года и от князя Сергея Григорьевича потребовали объяснений». Князь Сергей Григорьевич, заподозренный в сочувствии декабристам, принужден был давать объяснения по поводу своего прозвища.

## Дружба с М. И. Глинкой
Голицын был в дружеских отношениях и с представителями искусства и литературы, в том числе с М. И. Глинкой и А. С. Пушкиным. Глинка в своих записках говорит, что Голицын сыграл значительную роль в его жизни: «Знакомство с князем С. Г. Голицыным имело важное влияние на развитие моих музыкальных способностей. Он был милый, веселый, подчас забавный молодой человек, хорошо знал музыку и пел очень приятно прекрасным густым басом. Я был тогда чрезвычайно застенчив; он умел ободрить меня и ввел в круг молодых людей высшего тона. Благодаря его дружескому участию, я приобрел много приятных и полезных знакомств. Сам же он умел ловко возбуждать меня к деятельности, писал для меня стихи и охотно исполнял мои сочинения». Глинка указывает следующие свои произведения, написанные на текст князя Сергея Григорьевича: 1) «Le baiser» (музыка написана собственно на слова Римского-Корсакова, но потом князь Голицын подделал под неё свои стихи); 2) «Pour un moment», 1827; 3) «Скажи, зачем явилась ты», 1828 г.; 4) Канон на слова: «Мы в сей обители святой», 1828 г.; 5) Куплеты с хором: «Лила в чёрной мантии» (два последних не сохранилось), 1843 г. 6) «Разочарование. Где ты, о первое желанье», 1828 г.; 7) «Забуду ль я волшебство слов твоих», 1829 г.; 8) «К ней», из А. Мицкевича, кажется 1843 г. В 1828 году предпринял с князем Голицыным издание «Лирического Альбома», но дело долго не шло на лад, пока за него не взялся Н. И. Павлищев. Альбом вышел в свет в 1829 году.

## Светский знакомый А. С. Пушкина
Полюбуйтесь же вы, дети,

Как в сердечной простоте

Длинный Фирс играет в эти,

Те, те, те и те, те, те.

Черноокая Россети

В самовластной красоте

Все сердца пленила эти,

Те, те, те и те, те, те.

О, какие же здесь сети

Рок нам стелет в темноте:

Рифмы, деньги, дамы эти,

Те, те, те и те, те, те.
Сергей Григорьевич, брат А. С. Пушкина в шестом колене, остроумец и шутник, часто встречался с поэтом у Дельвига, Вяземского, Олениных, Карамзиных. Однажды рассказал А. С. Пушкину историю своей бабушки, Наталии Петровны, о тайне «трёх счастливых карт», подсказав, таким образом, идею «Пиковой дамы».
Пушкин написал на Сергея Григорьевича («длинного Фирса») и А. О. Смирнову, урождённую Россет, поклонниками которой они оба были, шуточные стихи «Полюбуйтесь же вы, дети» (1830).

## Другие произведения
Из музыкальных произведений князь издал (у М. Бернарда) романс на его же слова — «Мой друг, хранитель, ангел мой», из литературных же произведений напечатана повесть: «Вы струсили?» в «Библиотеке для чтения» 1835 г. (т. 3, ч. 1). Кроме того, Михаил Лонгинов опубликовал его экспромт И. В. Киреевскому по поводу прекращения издававшегося им журнала «Европеец» («Библиографические Записки» 1858 г., 16, перепеч. в томе I Сочинений М. Н. Лонгинова), а В. Д. Давыдов напечатал рассказ князя о его разговоре с Ротшильдом перед Крымской кампанией и о разговоре Наполеона III с русским посланником Н. Д. Киселёвым в 1851 г. («Русский архив» 1871 г., № 4-5).

## Землевладелец
Князь Сергей Григорьевич Голицын был крупнейшим землевладельцем. Только во Владимирской губернии, в Муромском и Меленковском уездах он владел 6000 душ крестьян. В том числе, в Муромском уезде 3166 душ в селах и деревнях: Вача, Алтунино, Белогузово, Нижняя и Верхняя Березовка, Дьяково, Елемейка, Застава, Звягино, Искусово, Казаково, Кошкино, Красно, Красново, Курмыш, Липовка, Мартино, Мелешки, Михалево, Новошаново, Рылово, Урюпино, Чулково, Шишкино, Щедрино, Вечкино, Выборново, Ганино, Иголкино, Максаково, Мошково, Нехаиха, Перенки, Сколково, Соколово, Солнцово, Фёдоровка.

## Смерть и погребение
Сергей Григорьевич Голицын умер 19 ноября 1868 года в своем имении Стара Весь Седлецкой губернии и погребён в родовом имении Зубриловке Саратовской губернии (ныне Тамалинский район Пензенской области).